# Tetragonorrhina peringueyi
Tetragonorrhina peringueyi är en skalbaggsart som beskrevs av Holm och Wessel Marais 1992. Tetragonorrhina peringueyi ingår i släktet Tetragonorrhina och familjen Cetoniidae. Inga underarter finns listade i Catalogue of Life.